# ジャン・アヌイ
ジャン・マリ・リュシアン・ピエール・アヌイ（Jean Marie Lucien Pierre Anouilh, 1910年6月21日 - 1987年10月3日）は、フランス出身の作家・脚本家・劇作家。パリ大学中退後に、ジロドゥーに傾倒し劇作を志す。非常に多作であり、多様な戯曲を遺している。数多くの辛辣な喜劇作品や、他の作品はソフォクレスの戯曲の現代的翻案である代表作『アンチゴーヌ』に見られるように劇的な調子を帯びている。
アヌイは自らテーマによって自分の作品を分類した。例えば「薔薇色戯曲(Pièces roses)」と「黒色戯曲(Pièces noires)」のようにである。前者は『泥棒たちの晩餐会』（1938年）に代表されるような喜劇集であり、後者は『ユリディス(Eurydice)』（1941年）、『アンチゴーヌ(Antigone)』（1944年）、あるいは『メデ(Médée)』（1946年）のように、平凡な人々に囲まれた「英雄」たちを、しばしば神話に想を得て、重々しく描いた作品を収めている。他には「輝ける」（貴族階級における「黒色」「薔薇色」の融合）、「軋む」（辛いユーモアを伴う「黒色」戯曲）、「仮装」（歴史的人物を主題とした戯曲）、「バロック」、「わが失敗」といった分類がある。
第二次世界大戦後には、劇中劇を扱った入れ子構造の作品（『芝居稽古あるいは罰せられた愛(La Répétition ou l'Amour puni)』（1947年）、『鳩(Colombe)』（1951年））を扱う「輝ける戯曲(Pièces brillantes)」、次いで『気の毒なビト(Pauvre Bitos ou le Dîner de têtes)』（1956年）など諷刺喜劇を収めた『きしむ戯曲(Pièces grinçantes)』を発表した。同じ時期に、アヌイは『扮装劇(Pièces costumées)』において義務の名のもとに自己犠牲を果たした輝かしい人物たちを扱っている。例えば祖国に身を捧げた『ひばり(L'Alouette)』（1953年）のジャンヌ・ダルクや、神に身を捧げた『ベケットあるいは神の栄光(Becket ou l'Honneur de Dieu)』（1959年）のトマス・ベケットのような人物たちである。
劇作家は晩年まで、滑稽と皮肉をおりまぜながら数多くの喜劇を書いた。

## 生涯

### 幼年期

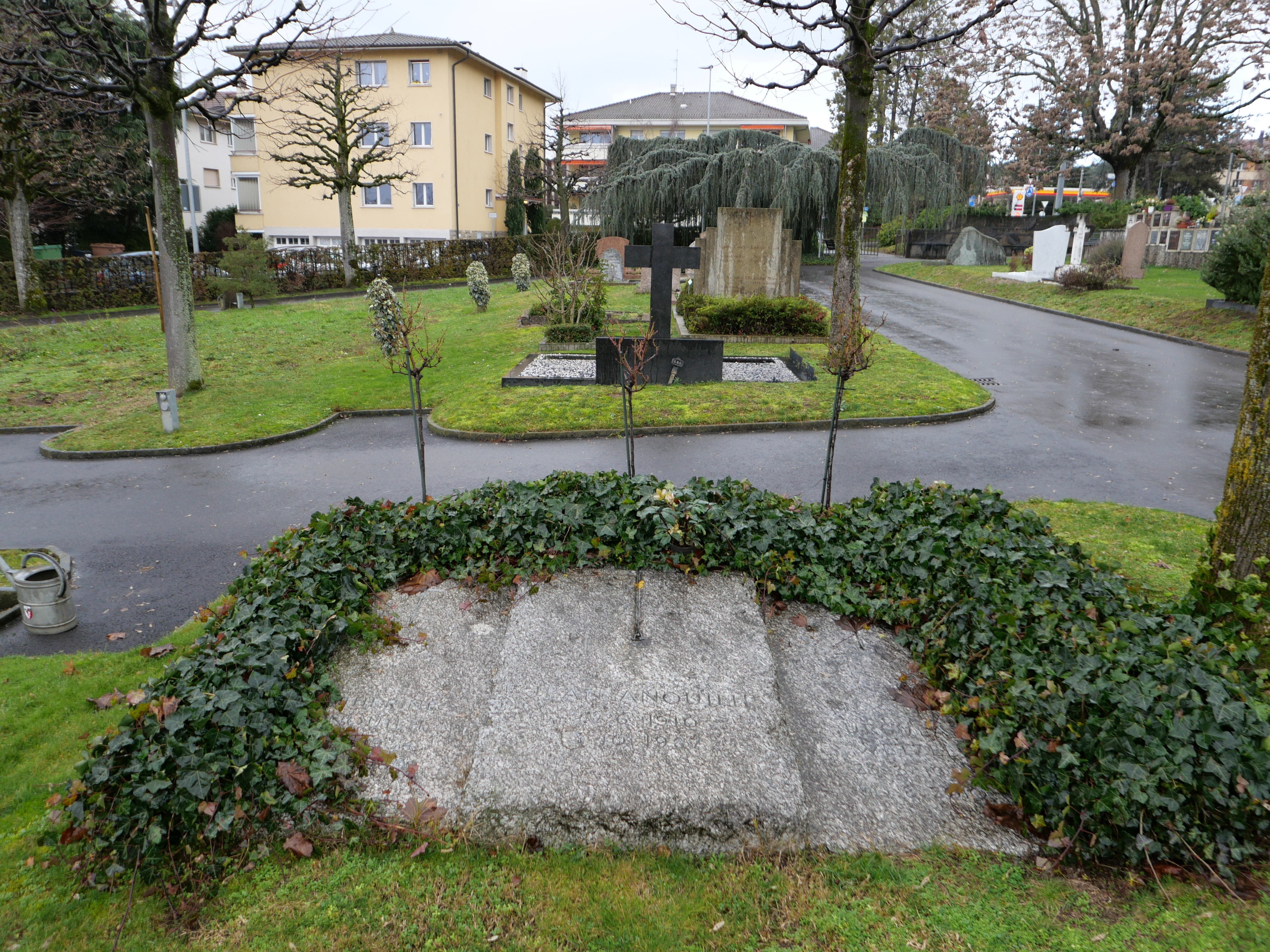
ローザンヌ近くのプリー墓地にあるアヌイ、長女キャサリン (1934-1989) と最後のパートナー、ウルスラ ウェッツェル (1938-2010) の墓。

アヌイはバスク人の血をひき、ボルドー近郊の小さな村セリゾールに生まれた。彼は仕立屋であった父親から丁寧な物づくりとそれに対する誇りを学んだと考えていた。彼の芸術への傾倒は、ヴァイオリニストであった母の影響であったかもしれない。
同時期にシャプタル高等中学校に学んだジャン＝ルイ・バローは、アヌイのことをしかめつらの、いささか気取った少年として記憶している。アヌイは法学生としてパリ大学に所属したものの、18か月後に学業を放棄して広告の職を得る。彼はこの仕事を好み、広告コピーを書きながら短く的確な表現・言語の美徳を学んだ。
アヌイの書いた30作の戯曲は、世界中で評価され上演されている。

### キャリア
1932年、最初の戯曲『エルミーヌ』（1929年執筆）は成功とはいえなかったが、彼はそれに続く作品を発表していく。戯作を続けながら何年も貧困に苦しんだのち、大俳優・演出家であったルイ・ジューヴェの秘書となる。しかしこの荒々しい雇い主と馬が合わないことに気づくと、劇団を後にする。
ナチス・ドイツのフランス侵攻の間、アヌイは公に政治立場を示すことはなかったものの、ソフォクレスによる古典作品の翻案である『アンチゴーヌ』を出版する。戯曲は暗喩的な態度でナチスとのコラボラシオンを批判するものであった。基本姿勢としては政治から離れたところに立ちながらも、アヌイは1950年代にはシャルル・ド・ゴールとも対立している。
1964年、アヌイの戯曲『ベケット』の映画化作品『ベケット』が成功を収めた（出演：ピーター・オトゥール、リチャード・バートン）。脚本家エドワルド・アナルトはアカデミー賞脚色賞を受賞している。

## 作品
- L'Hermine (The Ermine) (1931)
- Mandarine (1933)
- Y avait un prisonnier (There Was a Prisoner) (1935)
- Le voyageur sans bagage (Traveler without Luggage) (1937)
- La sauvage (Restless Heart) (1938)
- Le Bal des Voleurs (Thieves' Carnival) (1938)
  - 泥棒たちの舞踏会 鈴木力衛訳 白水社 1955 現代海外戯曲
- Léocadia (Time Remembered) (1940)
- Eurydice (Point of Departure and Legend of Lovers) (1941)
- Le rendez-vous de Senlis (The Rendezvous at Senlis and Dinner with the Family) (1941)
- Antigone (1942)
- Roméo et Jeannette (Romeo and Jeannette) (1946)
  - ロメオとジャネット 鬼頭哲人訳 新潮社 1954 現代フランス戯曲叢書
- Médée (Medea) (1946)
- L'Invitation au Château (Ring Round the Moon)  (1947)
  - 城への招待 鈴木力衛訳 新潮社 1956
- Ardèle ou la Marguerite (Ardèle; The Cry of the Peacock) (1948)
- La répétition ou l'amour puni (The Rehearsal) (1950)
- Colombe (Mademoiselle Colombe) (1951)
- La valse des toréadors (The Waltz of the Toreadors) (1952)
- L'Alouette (The Lark) (1952)
  - ヒバリ 岩切正一郎訳 2007.9 ハヤカワ演劇文庫
- Ornifle ou le courant d'air (Ornifle or It's Later than you Think) (1955)
  - オルニッフル 鈴木力衛訳　現代フランス戯曲選集　白水社、1961
- Pauvre Bitos ou le dîner de têtes (Poor Bitos, or The Masked Dinner) (1956)
- L'hurluberlu ou le réactionnaire amoureux (The Fighting Cock) (1959)
- La petite Molière (1959)
- Becket ou l'honneur de Dieu (Becket or The Honor of God) (1959)
  - ベケットー神の名誉 篠沢秀夫訳 今日のフランス演劇　白水社、1967
- La Grotte (The Cavern) (1961)
- Le boulanger, la boulangère et le petit mitron (1968)
- Cher Antoine; ou l'amour raté (Dear Antoine; or The Love that Failed) (1969)
  - アントワーヌ 大久保輝臣訳 現代世界演劇　白水社、1972
- Les poissons rouges; ou Mon père, ce héros (The Goldfish) (1970)
- Tu étais si gentil quand tu étais petit (You Were So Nice When You Were Young) (1972)
- Monsieur Barnett (1974)
- L'Arrestation (1975)
- Chers zoizeaux (1976)
- Vive Henri IV (1978)
- La Culotte (1978)
- La Foire d'empoigne (Catch as Catch Can) (1979)
- Le Nombril (The Navel) (1981)

## 日本語訳
- アヌイ作品集 第1 唖のユミュリュス(鈴木力衛訳) 荷物のない旅行者(岩瀬孝訳) ひばり(鈴木力衛訳)  白水社 1957年
- 2　野性の女(米村晢訳) レオカディア(梅原成四訳) メデェ(梅田晴夫訳)
- 3　父親学校(鬼頭哲人訳) 舞台稽古(岩瀬孝訳) アンチゴーヌ(芥川比呂志訳)